# Narol
Narol este un oraș în Polonia.